# 菊池徹夫
菊池 徹夫（きくち てつお、1939年9月19日 - ）は、日本の考古学者、早稲田大学名誉教授。

## 経歴
北海道函館市生まれ。早稲田大学文学部・東京大学文学部卒業。東京大学大学院人文科学研究科修士課程修了。1985年、「北方考古学の研究」で早大文学博士。早稲田大学文学学術院教授。2010年、定年退任、名誉教授。比較考古学研究所所長を経て、福島県文化財センター白河館館長。

## 著書
- 北方考古学の研究 六興出版 1984.12 (人類史叢書)
- 考古学の教室 ゼロからわかるQ&A 65  2007.8 (平凡社新書)

## 共編著
- 蓬田大館遺跡 青森県蓬田村蓬田大館遺跡発掘調査 早稲田大学文学部考古学研究室報告 桜井清彦共編 六興出版 1987.10
- よみがえる中世 4 北の中世津軽・北海道 福田豊彦共編 平凡社 1989.8
- 考古学から見る邪馬台国 早稲田大学オープンカレッジ講義の記録 雄山閣出版 1996.5
- 文字の考古学 1-2 同成社 2003-04 (世界の考古学)
- 社会考古学の試み 岡内三眞共編 同成社 2005.3

## 翻訳
- 世界の民族誌 4 北西海岸インディアンの美術と文化 D.キュー,P.E.ゴッダード 益子待也共訳 六興出版 1990.7
- 歴史科学としての考古学 ブルース・G.トリッガー 岸上伸啓共訳 雄山閣出版 1991.5

## 記念論集
- 比較考古学の新地平 同成社 2010.2